# (7376) Jefftaylor
(7376) Jefftaylor – planetoida z pasa głównego asteroid okrążająca Słońce w ciągu 3 lat i 29 dni w średniej odległości 2,45 j.a. Została odkryta 31 października 1980 roku w Palomar Observatory przez Schelte Busa. Nazwa planetoidy pochodzi od G. Jeffreya Taylora (ur. 1944), profesora na Uniwersytecie Hawajskim. Przed nadaniem nazwy planetoida nosiła oznaczenie tymczasowe (7376) 1980 UU1.